# Baia di Ballinskelligs
La baia di Ballinskelligs (in inglese Ballinskelligs Bay) è una insenatura delle coste occidentali di Iveragh, penisola irlandese del Kerry.

## Morfologia
Morfologicamente ha una forma a ferro di cavallo ed è orientata verso sud-ovest, delimitata da capo Bolus a nord e da capo di Hog a sud.
La baia è stata formata dalla foce di piccoli fiumi, più che altro l'Inny; l'altro è il Cummeragh, che però prima forma il Lough Currane a pochissimi metri dalla costa.

## Luoghi di interesse
Il nome della baia deriva dal centro di Ballinskelligs, piccolo villaggio importante però storicamente per aver ospitato, nel monastero tutt'oggi presente anche se in rovina, i monaci che prima abitavano sulla celebre Skellig Michael: le isole Skellig del resto sono a poca distanza, ma ancor più vicine sono l'isola di Scariff e l'isola di Deenish. Nonostante ciò, paradossalmente è una delle baie meno conosciute per nome ma più visitate e fotografate in Irlanda, dato che è costeggiata dal rinomato tragitto turistico del  Ring of Kerry, mentre al centro dell'insenatura è situato il caratteristico e famoso villaggio di Waterville.